# 韩永东
韩永东（1962年—），撒拉族，青海循化人，中华人民共和国政治人物、第十二届全国人民代表大会青海地区代表。
毕业于青海民族学院政治系政治专业。加入中国共产党。担任青海省循化县委副书记、县长。2008年起担任全国人大代表。2013年，担任全国人大代表。